# Abigail and the Forbidden City
Abigail and the Forbidden City (russisk: Эбигейл) er en russisk spillefilm fra 2019 af Aleksandr Boguslavskij.

## Medvirkende
- Tinatin Dalakishvili som Abigail Foster
- Eddie Marsan som Jonathan Foster
- Gleb Botjkov som Bale
- Rinal Mukhametov som Norman
- Artjom Tkatjenko som William Garrett